# Харди, Вероника
Веро́ника Ха́рди (ранее — Масе́до, исп. Veronica Hardy; род. 30 октября 1995 года, Каракас, Венесуэла) — венесуэльский профессиональный боец смешанных единоборств португальского происхождения, выступающая под эгидой Ultimate Fighting Championship в наилегчайшей весовой категории.

## Биография
Вероника Маседо выросла в семье спортсменов, которые занимались боевыми искусствами. Она начала заниматься тхэквондо, когда ей было 4 года, и получила чёрный пояс к 12 годам. Ещё она занималась бразильским джиу-джитсу, карате и кикбоксингом.
По словам спортсменки, из-за политической ситуации в Венесуэле семья Маседо переехала в Польшу. Там Вероника познакомилась с новыми стилями боевых искусств и продолжила обучение. Это привело её к смешанным единоборствам.
В 18 лет Вероника провела свой первый бой по правилам ММА и выиграла. Потом она продолжала тренироваться в бразильском джиу-джитсу, тхэквондо и тайском боксе.

## Карьера в смешанных единоборствах

### Ранняя карьера
До подписания контракта с UFC Маседо провела 6 боев в 6 различных странах, набив себе рекорд 5-0-1. Её выступления на региональной арене Европы привлекло внимание организации и в 2016 году она стала бойцом Ultimate Fighting Championship.

### Ultimate Fighting Championship
3 сентября 2016 года неудачно дебютировала в легчайшем весе на турнире UFC Fight Night: Орловский vs. Барнетт в Гамбурге. Её соперница Эшли Эванс-Смит одержала победу техническим нокаутом в 3 раунде, нанеся Маседо первое поражение в карьере.
19 мая 2018 года провела свой второй поединок на турнире UFC Fight Night: Майя vs. Усман в Сантьяго — уже в наилегчайшем весе с Андреа Ли. Победу единогласным решением одержала американка (30-27, 30-27, 30-27). Обе получили бонус в размере 50 тысяч долларов за «Бой вечера».
23 февраля 2019 года на турнире UFC Fight Night: Блахович vs. Сантус в Праге встретилась с Джиллиан Робертсон. Канадка нанесла Маседо третье подряд поражение удушением сзади во втором раунде.
10 августа 2019 года на турнире UFC Fight Night: Шевченко vs. Кармуш 2 в Монтевидео за 1 минуту и 9 секунд заставила сдаться после болевого приема бразильянку Полиану Виану, заработав первую победу в организации и свой второй бонус в размере 50 тысяч долларов, на этот раз за «Выступление вечера».
14 марта 2020 года на бразильском турнире UFC Fight Night: Ли vs. Оливейра вернулась в легчайший вес. Её соперницей стала шведка польского происхождения Беа Малецки, победившая единогласным решением судей (29-28, 29-28, 29-28). После боя из-за сотрясения мозга объявила об уходе из ММА в 24 года.
18 марта 2023 года вернулась в спорт уже с новой фамилией — Харди, на UFC 286. Вероника единогласным решением (30-27, 30-27, 30-27) одолела победительницу 30 сезона шоу The Ultimate Fighter представительницу наилегчайшего веса американку Джулиану Миллер.

## Личная жизнь
25 декабря 2022 года вышла замуж за бывшего претендента на титул чемпиона UFC в полусреднем весе Дэна Харди.

## Титулы и достижения
Ultimate Fighting Championship
- Бонус за «Бой вечера» (один раз): против Андреа Ли;
- Бонус за «Выступление вечера» (один раз): против Полианы Вианы.

## Статистика в профессиональном ММА
| Боёв 14  | Побед 9 | Поражений 4 |
| -------- | ------- | ----------- |
| Нокаутом | 1       | 1           |
| Сдачей   | 2       | 1           |
| Решением | 6       | 2           |
| Ничьи    | 1       | 1           |

| Результат | Рекорд | Соперник           | Способ                       | Турнир                                 | Дата            | Раунд | Время | Место                          | Примечание                                     |
| --------- | ------ | ------------------ | ---------------------------- | -------------------------------------- | --------------- | ----- | ----- | ------------------------------ | ---------------------------------------------- |
| Победа    | 9-4-1  | ДжейДжей Олдрич    | Единогласное решение         | UFC on ESPN: Льюис vs. Насименту       | 11 марта 2024   | 3     | 5:00  | Сент-Луис, Миссури, США        |                                                |
| Победа    | 8-4-1  | Джейми-Лин Хорт    | Раздельное решение           | UFC on ESPN: Дариюш vs. Царукян        | 2 декабря 2023  | 3     | 5:00  | Остин, Техас, США              |                                                |
| Победа    | 7-4-1  | Джулиана Миллер    | Единогласное решение         | UFC 286                                | 18 марта 2023   | 3     | 5:00  | Лондон, Англия, Великобритания |                                                |
| Поражение | 6-4-1  | Беа Малецки        | Единогласное решение         | UFC Fight Night: Ли vs. Оливейра       | 14 марта 2020   | 3     | 5:00  | Бразилиа, Бразилия             | Бой в легчайшем весе                           |
| Победа    | 6-3-1  | Полиана Виана      | Болевой приём (рычаг локтя)  | UFC Fight Night: Шевченко vs. Кармуш 2 | 10 августа 2019 | 1     | 1:09  | Монтевидео, Уругвай            | Выступление вечера                             |
| Поражение | 5-3-1  | Джиллиан Робертсон | Удушающий приём (сзади)      | UFC Fight Night: Блахович vs. Сантус   | 23 февраля 2019 | 2     | 3:27  | Прага, Чехия                   |                                                |
| Поражение | 5-2-1  | Андреа Ли          | Единогласное решение         | UFC Fight Night: Майя vs. Усман        | 19 мая 2018     | 3     | 5:00  | Сантьяго, Чили                 | Дебют в наилегчайшем весе. Бой вечера          |
| Поражение | 5-1-1  | Эшли Эванс-Смит    | Технический нокаут (локти)   | UFC Fight Night: Орловский vs. Барнетт | 3 сентября 2016 | 3     | 2:46  | Гамбург, Германия              | Дебют в UFC                                    |
| Ничья     | 5-0-1  | Ирэн Рац           | Ничья (решение большинства)  | Innferno Fighting Championship 2       | 18 августа 2016 | 3     | 5:00  | Куфштайн, Австрия              |                                                |
| Победа    | 5-0    | Каринэ Геворгян    | Болевой приём (рычаг колена) | Mix Fight Events                       | 8 июля 2016     | 3     | 1:23  | Ла-Нусия, Испания              | Бой в промежуточном весе (63 кг).              |
| Победа    | 4-0    | Валери Домерг      | Единогласное решение         | Hit Fighting Championship 2            | 28 мая 2016     | 3     | 5:00  | Цюрих, Швейцария               |                                                |
| Победа    | 3-0    | Лилла Винце        | Технический нокаут (удары)   | Ladies Fight Night 2                   | 1 апреля 2016   | 1     | 2:15  | Лодзь, Польша                  | Дебют в легчайшем весе                         |
| Победа    | 2-0    | Камилла Хайнц      | Решение большинства          | Trophy MMA 8: Easter Bash 2            | 26 марта 2016   | 3     | 5:00  | Мальмё, Швеция                 | Бой в промежуточном весе (59.9 кг).            |
| Победа    | 1-0    | Анне Меркт         | Раздельное решение           | We Love MMA 20                         | 12 марта 2016   | 3     | 5:00  | Мюнхен, Германия               | Дебют в ММА. Бой в промежуточном весе (63 кг). |

## Статистика в любительском ММА
| Результат | Рекорд | Соперник      | Способ                               | Турнир                                  | Дата             | Раунд | Время | Место                           | Примечание |
| --------- | ------ | ------------- | ------------------------------------ | --------------------------------------- | ---------------- | ----- | ----- | ------------------------------- | ---------- |
| Победа    | 2-0    | Крисси Один   | Нокаут (хэд-кик)                     | Say Uncle 2                             | 11 октября 2014  | 1     | 0:24  | Шеффилд, Англия, Великобритания |            |
| Победа    | 1-0    | Ангела Данциг | Технический нокаут (хэд-кик и удары) | MMA Battle Arena — Team USA vs. Team UK | 27 сентября 2014 | 2     | 1:15  | Лестер, Англия, Великобритания  |            |